# Francesco Serra
Francesco Serra (Genova, 13 aprile 1801 – Firenze, 21 novembre 1877) è stato un militare e politico italiano.

## Biografia
Figlio di Antonio e Giovanna Serra, intraprese la carriera militare nella marina sarda come volontario dal 15 settembre 1815, prestando servizio per quasi un anno. Divenuto allievo di I classe della Regia Scuola di Marina di Genova dal 14 settembre 1816, venne nominato Guardiamarina di I classe il 20 gennaio 1819. Nel 1825 prese parte alla spedizione a Tripoli, partecipando all'attacco notturno del 28-29 luglio 1826 tra Ondro e Capo d'Oro e facendo parte degli equipaggi della galera "Liguria" e delle fregate "Commercio", "Maria Teresa", "Cristina", "Tritone" nonché del brik "Zeffiro" e delle fregate "Euridice" e "Des Geneys".
Nominato Capitano di vascello (22 agosto 1837), dal 1840 divenne Comandante del primo reggimento equipaggi. Contrammiraglio dal 1848, il 29 maggio dell'anno successivo venne nominato Intendente generale di marina e poi Segretario generale del Ministero di Marina dal 1º dicembre 1853. Successivamente divenne Ispettore della marina mercantile e dei porti,  Presidente dei Consigli consultivi per la marina mercantile e di ammiragliato mercantile, Membro del Consiglio permanente della marina militare, Presidente della cassa di risparmio e beneficenza per la marina mercantile. Nel 1856 divenne Comandante generale dello Stato Maggiore del corpo della Marina.
Il 11 giugno 1859, dopo la nomina a Vice-ammiraglio, divenne Comandante Generale della Regia Marina Sarda dal 7 ottobre 1859. Dal 7 aprile 1861 fu Vicepresidente del Consiglio d'ammiragliato e venne nominato Senatore del Regno. Dal 28 marzo 1867 fu Presidente del Consiglio superiore di marina, preoccupandosi nello specifico di fondare la vera e propria marina italiana unendo le tre marine sarda, napoletana e siciliana.
Il 25 ottobre 1871 venne collocato a riposo, per anzianità di servizio, col titolo di Ammiraglio e, in campo sociale, divenne Presidente del Comizio agrario di Cagliari.
Morì a Firenze il 21 novembre 1877.